# Авл Вергіній Трікост Целіомонтан (консул 469 рік до н. е.)
Авл Вергі́ній Тріко́ст Целіомонта́н (лат. Aulus Virginius Tricostus Caeliomontanus; V століття до н. е.) — політичний, державний і військовий діяч ранньої Римської республіки, консул 469 року до н. е.

## Біографія
Походив з патриціанського роду Вергініїв. Син Авла Вергінія Трікоста Целіомонтана, консула 494 року до н. е.
469 року до н. е. його було обрано консулом разом з Титом Нуміцієм Пріском. Спочатку Авл Вергіній вдало діяв проти вольсків, а потім проти еквів. По поверненні разом з колегою відбив атаку сабінянів, спустошив їхні землі.
467 року до н. е. був одним з триумвірів, що спостерігали за заселенням римської колонії в Антії.
З того часу про подальшу долю Авла Вергінія Трікоста Целіомонтана нічого невідомо. 